# Pyromys
Pyromys és un subgènere del gènere Mus. Les espècies d'aquest grup són oriündes del sud i sud-est d'Àsia. El seu hàbitat natural són els herbassars. La majoria d'espècies tenen un pelatge espinós. Anàlisis de filogènia molecular dutes a terme el 2005 indiquen que Pyromys és el tàxon germà de Mus. Anàlisis similars fetes el 2015 confirmaren aquesta relació.